# Anastazy Kręcki
Anastazy Kręcki (ur. 15 kwietnia 1888 w Czyczkowach, zm. 1939 w lesie k. Piaśnicy) – polski duchowny katolicki, Sługa Boży Kościoła katolickiego.

## Życiorys
Urodził się w rolniczej rodzinie Stefana i Ksawery z domu Janikowskiej. W 1900 roku rozpoczął naukę w Collegium Marianum w Pelplinie, którą kontynuował (od 1907 roku) w chojnickim gimnazjum, a później w Wyższym Seminarium Duchownym w Pelplinie. W tym okresie należał do organizacji filomackiej. Przerwane wybuchem I wojny światowej studia filozoficzno-teologiczne ukończył, otrzymując święcenia kapłańskie 21 marca 1920 roku.
Pracę zawodową rozpoczął jako wikariusz w Starogardzie Gdańskim, a następnie w Tyłowie i od 14 lipca 1927 proboszcz w Strzelnie.
Administrując powierzoną parafią prowadził działalność duszpasterską, gospodarczą, społeczną i kulturalną. Był wizytatorem nauki religii, założycielem Ochotniczej Straży Pożarnej, inicjatorem powstania Spółdzielni Mleczarskiej w Łebczu, zorganizował kursy haftu kaszubskiego, kroju, szycia i gotowania, a także angażował się w udzielanie pomocy miejscowym pogorzelcom. Wybudował organy dla kościoła parafialnego, a także zakupił dzwony. Zbudował Dom Parafialny, w którym skupiło się lokalne życie kulturalne i był opiekunem miejscowego koła teatralnego.
Po wybuchu II wojny światowej został aresztowany przez Niemców ok. 11 września 1939, a po tygodniu zwolniony. Kolejne aresztowanie miało miejsce 24 października 1939 roku. Z więzienia w Wejherowie, przeniesiony został do niemieckiego obozu przejściowego Zivilgefangenenlager Neufahrwasser w Gdańsku. Zamordowany w lasach piaśnickich jako jedna z 12 tysięcy ofiar zbiorowego mordu dokonanego na ludności polskiej.
W Strzelnie wybudowano symboliczny pomnik dla uczczeniu pamięci Sługi Bożego Anastazego Kręckiego. Dom Parafialny, który w 1950 roku przejęło państwo, 27 października 1985 roku nazwano Wiejskim Domem Kultury im. ks. Anastazego Kręckiego.
Jest jednym z 122 Sług Bożych, wobec których 17 września 2003 roku rozpoczął się proces beatyfikacyjny drugiej grupy męczenników z okresu II wojny światowej.

## Źródła internetowe
- Notatka biograficzna
- MARTYRS KILLED IN ODIUM FIDEI BY THE NAZIS DURING THE SECOND WORLD WAR (III) (ang.)